# Lista de primeiras-damas de Angola
A primeira-dama de Angola é o título honorífico dado à esposa do Presidente da República de Angola desde 1975.

## Primeiras-damas de Angola (1975-presente)
| Primeira-dama | Primeira-dama | Primeira-dama                | Início                 | Fim                    | Esposa do Presidente    |
| ------------- | ------------- | ---------------------------- | ---------------------- | ---------------------- | ----------------------- |
| 1             |               | Maria Eugénia Neto           | 11 de novembro de 1975 | 10 de setembro de 1979 | Agostinho Neto          |
| 2             |               | Ruth Lara                    | 11 de setembro de 1979 | 20 de setembro de 1979 | Lúcio Lara              |
| 3             |               | Tatiana Kukanova             | 21 de setembro de 1979 | 1980                   | José Eduardo dos Santos |
| n/a           |               | Vacante; presidente solteiro | 1980                   | 16 de maio de 1991     | José Eduardo dos Santos |
| 4             |               | Ana Paula dos Santos         | 17 de maio de 1991     | 25 de setembro de 2017 | José Eduardo dos Santos |
| 5             |               | Ana Dias Lourenço            | 26 de setembro de 2017 | presente               | João Lourenço           |